# Nydia
Nydia  è un nome proprio di persona spagnolo e inglese femminile.

## Varianti
- Spagnolo: Nidia[1]

## Origine e diffusione
Venne usato dallo scrittore britannico Edward Bulwer-Lytton per il personaggio del suo romanzo del 1834 Gli ultimi giorni di Pompei; egli lo creò forse basandosi sul latino nidus ("nido").

## Onomastico
Il nome è adespota, ovvero non ha santa patrona. L'onomastico ricorre pertanto il 1º novembre, giorno di Ognissanti.

## Persone

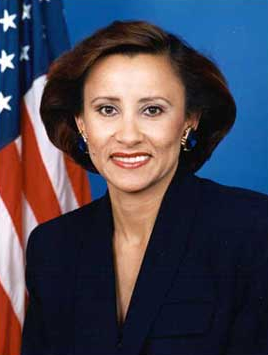
Nydia Velázquez

- Nydia Velázquez, politica statunitense

### Variante Nidia
- Nidia Guenard, wrestler portoricana
- Nidia Pausich, cestista italiana

## Il nome nelle arti
- Nidia è un personaggio del romanzo di Edward Bulwer-Lytton Gli ultimi giorni di Pompei e delle opere da esso tratte.